# Naohiro Takahara
Naohiro Takahara (高原 直泰?, Takahara Naohiro; Mishima, 4 giugno 1979) è un allenatore di calcio ed ex calciatore giapponese, di ruolo attaccante, tecnico dell'Okinawa SV.

## Caratteristiche tecniche
È una punta, destro, attaccante talentuoso dotato di fisicità e di una buona corsa, è in grado di trovare la rete con il gol di prima intenzione, vanta sia precisione sia potenza di tiro, infatti è capace di calciare anche da fuori area trovando il gol; inoltre è molto bravo a segnare anche con i suoi tiri di testa ed è un ottimo rigorista.

## Carriera

### Club

#### Júbilo Iwata e Boca Juniors
Naohiro Takahara fa il suo esordio nel calcio professionistico militando nel Júbilo Iwata a partire dal 1998 subito dopo aver concluso le scuole superiori, segnerà il suo primo gol nella partita di J1 League nella vittoria contro il Kyoto Sanga segnando la rete del 2-0, segnerà la sua prima doppietta nella vittoria per 6-2 contro il Vegalta Sendai in Coppa J. League. Sempre nello stesso anno, durante il campionato giapponese, segnerà la sua prima tripletta nella vittoria contro il JEF Chiba imponendosi per 6-2. Vincerà la J. League 1999 dove per ben quattro volte sarà autore di una doppietta, nella vittoria per 3-2 contro lo Bellmare Hiratsuka, in quella per 6-2 contro il Kyoto Sanga, contro l'Urawa Red Diamonds imponendosi per 4-3, e nella sconfitta contro il Cerezo Osaka per 3-2, infine la squadra si aggiudicherà la vittoria contro lo Shimizu S-Pulse: il Júbilo Iwata	vincerà per 2-1 la partita d'andata perdendo per il medesimo risultato quella di ritorno, le due squadre arriveranno ai rigori dove il Júbilo Iwata vincerà per 4-2, e Takahara segnerà uno dei rigori vincenti.
Viene ceduto in prestito al Boca Juniors, questo fa di lui il primo nipponico a militare nella Primera División Argentina, giocando solo 7 partite con la squadra, segnando una sola rete contro il Lanús calciando la palla la quale viene respinta dal portiere, per poi calciarla una seconda volta dato che era ancora in gioco riuscendo così a segnare il gol del 6-1. Tornerà a giocare per il Júbilo Iwata vincendo l'edizione 2002 della J1 League trascinando la squadra alla vittoria con 26 gol come miglior marcatore del campionato, segnando delle doppiette in varie vittorie come quella per 2-0 contro l'FC Tokyo e il Gamba Osaka, o qualla per 3-1 contro lo Yokohama F·Marinos, segnerà una tripletta nella vittoria per 4-0 contro Vegalta Sendai, e sarà autore di 4 reti nella vittoria per 6-1 contro l'FC Tokyo.

#### Amburgo e Eintracht Francoforte
Giocherà in Germania nel club tedesco dell'Amburgo segnando la sua prima rete in Bundesliga grazie a un tiro di testa che permetterà alla sua squadra di pareggiare per 1-1 contro il Bayern Monaco. Inoltre sarà autore del gol del 4-0 nella vittoria ai danni del FC Nürnberg. Giocherà come titolare per tutta la partita nella finale di DFB-Ligapoka il 28 luglio 2003 allo Stadion am Bruchweg segnando il gol del temporaneo 3-0 nella vittoria per 4-2 contro il Borussia Dortmund. Segnerà la sua prima rete in Coppa di Germania nell'edizione 2003-2004 con la rete che deciderà la vittoria su misura per 1-0 contro il Dinamo Dresda. Continuerà a giocare per l'Amburgo fino al 2006, sarà determinante quando segnerà la sua prima doppietta nel campionato tedesco nella vittoria per 2-1 contro l'Hertha Berlino.
In seguito giocherà per l'Eintracht Francoforte segnando il suo primo gol con la maglia della sua nuova squadra nella vittoria per 2-0 contro il Siegen nella Coppa di Germania 2006-2007, e segnerà una doppietta ai quarti di finale contro il Kickers Offenbach nella vittoria per 3-0. Sarà il primo calciatore giapponese a segnare una tripletta in Bundesliga nella vittoria contro l'Alemannia Aachen per 3-2. Sarà autore della doppietta nel pareggio di 2-2 in UEFA Europa League contro il Fenerbahçe.

#### Urawa Red Diamonds e Suwon Bluewings
Tornerà a giocare in Giappone nella prima divisione, vestendo la maglia dell'Urawa Red Diamonds con un trasferimento di 180 000 000 di yen, segnando una doppietta contro il Kyoto Sanga nella vittoria per 4-0, e segnerà il gol decisivo dell'1-0 nella vittoria contro l'Omiya Ardija, inoltre con un'altra doppietta aiuterà la sua squadra a imporsi sul Montedio Yamagata per 3-2. Successivamente verrà ceduto in prestito giocando in Corea del Sud nella K-League nella squadra del Suwon Samsung Bluewings segnando una doppietta nella vittoria per 4-2 contro l'FC Seul, inoltre segnerà un gol con un rigore trasformato nel pareggio per 1-1 contro il Sangmu FC.

#### Shimizu S-Pulse e Tokyo Verdy
Takahara giocherà nuovamente nella J1 League militando nel Shimizu S-Pulse, sarà autore di una doppietta contro l'Omiya Ardija nella vittoria per 4-1, e aprirà le marcature nella vittoria per 2-1 contro il Montedio Yamagata. Segnerà una rete nella vittoria per 5-0 contro il Gainare Tottori nella Coppa dell'Imperatore. Giocherà poi nella seconda divisione, la J2 League con la squadra del Tokyo Verdy segnando la sua prima rete in campionato con il gol del pareggio nell'1-1 contro il Giravanz Kitakyushu, inoltre su rigore aprirà le marcature contro il Vissel Kobe per poi segnare il gol del 2-1 che sancirà la vittoria, segnerà inoltre una doppietta nel pareggio per 3-3 contro il Tochigi SC, e con un calcio di rigore sarà autore del gol che permetterà alla sua squadra di vincere per 3-2 contro lo Yokohama FC, inoltre segnerà il gol del 2-1 nella vittoria contro il V-Varen Nagasaki.

#### Sagamihara e Okinawa SV
Giocherà nella J3 League con la squadra del Sagamihara per due stagioni, con un rigore segnerà la rete del 3-0 nella vittoria contro il Blaublitz Akita, inoltre sarà autore del gol 4-2 nella vittoria contro lo Yokohama SCC. Segnerà la rete del 3-1 nella vittoria ai danni del Fujieda MYFC e sarà autore del gol del 2-0 nella vittoria contro il Nagano Parceiro.
Takahara e il judoca Tadahiro Nomura fonderà un club: l'Okinawa SV che milita nella Kyushu Soccer League di cui lui è calciatore, allenatore e amministratore.

### Nazionale
Naohiro Takahara viene convocato nella nazionale del Giappone Under-17 partecipando al mondiale giovane di Ecuador 1995 dove il Giappone viene eliminato nella fase a girone, Takahara segnerà una sola rete, marcando il gol del 2-1 nella vittoria contro gli Stati Uniti.
Verrà convocato come membro del Giappone Under-20 al mondiale in Nigeria del 1999 dove otterrà l'argento, nella fase a girone segnerà una rete contro gli Stati Uniti nella vittoria per 3-1, durante gli ottavi di finale il Giappone pareggia contro il Portogallo per 1-1 per poi vincere 5-4 ai rigori, Takahara segnerà uno dei rigori vincenti, infine segnerà un gol nella semifinale contro l'Uruguay vinta per 2-1.
Nel 2000 viene convocato in nazionale maggiore trovando per la prima volta la rete nella partita vinta contro il Brunei per 9-0 segnando una doppietta. Ottiene la convocazione in nazionale olimpica per le Olimpiadi di Sydney, sarà autore di una doppietta che deciderà la vittoria su 2-1 contro il Sudafrica, inoltre segnerà il gol del temporaneo 2-1 ai quarti di finale contro gli Stati Uniti anche se Peter Vagenas segnerà la rete del pareggio e la partita si concluderà 2-2 finendo ai rigori dove il Giappone verrà eliminato per 5-4.
Giocherà all'Asian Cup 2000, dove nella fase a girone segnerà un gol nella vittoria contro l'Arabia Saudita per 4-1 e una tripletta nella vittoria per 8-1 contro l'Uzbekistan, inoltre ai quarti di finale segnerà un'altra rete nella vittoria per 4-1 contro l'Iraq infine Takahara si potrà laureare campione d'Asia quando il Giappone batterà un'altra volta l'Arabia Saudita in finale.
Il 27 marzo 2002 disputerà una partita amichevole contro la Polonia dove segnerà il gol del 2-0 che sancirà la vittoria della nazionale giapponese. Viene convocato per partecipare alla FIFA Confederations Cup 2003 dove il Giappone verrà eliminato nella fase a girone, Takahara giocherà tutte e tre le partite. Il 20 agosto 2003 segnerà una doppietta nella vittoria per 3-0 nell'amichevole contro la Nigeria, mentre il 7 settembre 2005 segnerà un gol in un'amichevole molto combattuta contro l'Honduras vinta per 5-4. Il 30 maggio 2006 metterà a segno una doppietta nell'amichevole che finirà con un prestigioso pareggio contro la Germania.
Verrà convocato per partecipare al Mondiale 2006 dove il Giappone non riuscirà a superare la fase a girone, Takahara giocherà tutte e tre le partite. Il 24 marzo 2007 segnerà il gol del 2-0 nell'amichevole vinta contro il Perù
Prenderà parte all'Asian Cup 2007, nella fase a girone segnerà una rete nel pareggio per 1-1 contro il Qatar, e realizzerà una doppietta nella vittoria per 3-1 contro gli Emirati Arabi Uniti, ai quarti di finale contro l'Australia segnerà la rete del pareggio del 1-1 e la partita si concluderà ai rigori, dove Takahara non riuscirà a mettere a segno il suo tiro dal dischetto, anche se ciò sarà ininfluente ai fini della vittoria dove il Giappone si imporrà per 4-3 venendo tuttavia eliminato dall'Arabia Saudita per 3-2 in semifinale.

## Statistiche

### Cronologia presenze e reti in nazionale
| Cronologia completa delle presenze e delle reti in nazionale ― Giappone | Cronologia completa delle presenze e delle reti in nazionale ― Giappone | Cronologia completa delle presenze e delle reti in nazionale ― Giappone | Cronologia completa delle presenze e delle reti in nazionale ― Giappone | Cronologia completa delle presenze e delle reti in nazionale ― Giappone | Cronologia completa delle presenze e delle reti in nazionale ― Giappone | Cronologia completa delle presenze e delle reti in nazionale ― Giappone | Cronologia completa delle presenze e delle reti in nazionale ― Giappone |
| Data                                                                    | Città                                                                   | In casa                                                                 | Risultato                                                               | Ospiti                                                                  | Competizione                                                            | Reti                                                                    | Note                                                                    |
| ----------------------------------------------------------------------- | ----------------------------------------------------------------------- | ----------------------------------------------------------------------- | ----------------------------------------------------------------------- | ----------------------------------------------------------------------- | ----------------------------------------------------------------------- | ----------------------------------------------------------------------- | ----------------------------------------------------------------------- |
| 13-2-2000                                                               | Macao                                                                   | Singapore                                                               | 0 – 3                                                                   | Giappone                                                                | Qual. Coppa d'Asia 2000                                                 | -                                                                       | 71’                                                                     |
| 16-2-2000                                                               | Macao                                                                   | Giappone                                                                | 9 – 0                                                                   | Brunei                                                                  | Qual. Coppa d'Asia 2000                                                 | 2                                                                       | 60’                                                                     |
| 20-2-2000                                                               | Macao                                                                   | Macao                                                                   | 0 – 3                                                                   | Giappone                                                                | Qual. Coppa d'Asia 2000                                                 | 1                                                                       | 46’                                                                     |
| 16-4-2000                                                               | Seul                                                                    | Corea del Sud                                                           | 0 – 1                                                                   | Giappone                                                                | Amichevole                                                              | -                                                                       | 78’                                                                     |
| 18-6-2000                                                               | Yokohama                                                                | Giappone                                                                | 2 – 0                                                                   | Bolivia                                                                 | Amichevole                                                              | -                                                                       | 46’                                                                     |
| 16-8-2000                                                               | Hiroshima                                                               | Giappone                                                                | 3 – 1                                                                   | Emirati Arabi Uniti                                                     | Amichevole                                                              | -                                                                       | 46’                                                                     |
| 14-10-2000                                                              | Sidone                                                                  | Arabia Saudita                                                          | 1 – 4                                                                   | Giappone                                                                | Coppa d'Asia 2000 - 1º turno                                            | -                                                                       | 68’                                                                     |
| 17-10-2000                                                              | Sidone                                                                  | Giappone                                                                | 8 – 1                                                                   | Uzbekistan                                                              | Coppa d'Asia 2000 - 1º turno                                            | 3                                                                       | 58’                                                                     |
| 24-10-2000                                                              | Beirut                                                                  | Giappone                                                                | 4 – 1                                                                   | Iraq                                                                    | Coppa d'Asia 2000 - Quarti di finale                                    | 1                                                                       |                                                                         |
| 26-10-2000                                                              | Beirut                                                                  | Cina                                                                    | 2 – 3                                                                   | Giappone                                                                | Coppa d'Asia 2000 - Semifinale                                          | 1                                                                       |                                                                         |
| 29-10-2000                                                              | Beirut                                                                  | Arabia Saudita                                                          | 0 – 1                                                                   | Giappone                                                                | Coppa d'Asia 2000 - Finale                                              | -                                                                       | 81’ 76’                                                                 |
| 24-3-2001                                                               | Saint-Denis                                                             | Francia                                                                 | 0 – 5                                                                   | Giappone                                                                | Amichevole                                                              | -                                                                       | 46’                                                                     |
| 25-4-2001                                                               | Cordova                                                                 | Spagna                                                                  | 1 – 0                                                                   | Giappone                                                                | Amichevole                                                              | -                                                                       | 84’                                                                     |
| 4-10-2001                                                               | Lens                                                                    | Giappone                                                                | 0 – 2                                                                   | Senegal                                                                 | Amichevole                                                              | -                                                                       | 46’                                                                     |
| 7-11-2001                                                               | Saitama                                                                 | Giappone                                                                | 1 – 1                                                                   | Italia                                                                  | Amichevole                                                              | -                                                                       | 46’ 48’                                                                 |
| 21-3-2002                                                               | Osaka                                                                   | Giappone                                                                | 1 – 0                                                                   | Ucraina                                                                 | Amichevole                                                              | -                                                                       | 61’                                                                     |
| 27-3-2002                                                               | Łódź                                                                    | Polonia                                                                 | 0 – 2                                                                   | Giappone                                                                | Amichevole                                                              | 1                                                                       | 54’                                                                     |
| 16-10-2002                                                              | Tokyo                                                                   | Giappone                                                                | 1 – 1                                                                   | Giamaica                                                                | Amichevole                                                              | -                                                                       | 76’                                                                     |
| 20-11-2002                                                              | Tokyo                                                                   | Giappone                                                                | 0 – 2                                                                   | Argentina                                                               | Amichevole                                                              | -                                                                       |                                                                         |
| 28-3-2003                                                               | Tokyo                                                                   | Giappone                                                                | 2 – 2                                                                   | Uruguay                                                                 | Amichevole                                                              | -                                                                       |                                                                         |
| 11-6-2003                                                               | Saitama                                                                 | Giappone                                                                | 0 – 0                                                                   | Paraguay                                                                | Amichevole                                                              | -                                                                       |                                                                         |
| 18-6-2003                                                               | Saint-Denis                                                             | Nuova Zelanda                                                           | 0 – 3                                                                   | Giappone                                                                | Conf. Cup 2003 - 1º turno                                               | -                                                                       |                                                                         |
| 20-6-2003                                                               | Saint-Étienne                                                           | Francia                                                                 | 2 – 1                                                                   | Giappone                                                                | Conf. Cup 2003 - 1º turno                                               | -                                                                       |                                                                         |
| 22-6-2003                                                               | Saint-Étienne                                                           | Giappone                                                                | 1 – 0                                                                   | Colombia                                                                | Conf. Cup 2003 - 1º turno                                               | -                                                                       |                                                                         |
| 20-8-2003                                                               | Tokyo                                                                   | Giappone                                                                | 3 – 0                                                                   | Nigeria                                                                 | Amichevole                                                              | 2                                                                       |                                                                         |
| 11-10-2003                                                              | Bucarest                                                                | Romania                                                                 | 1 – 1                                                                   | Giappone                                                                | Amichevole                                                              | -                                                                       | 63’ 76’                                                                 |
| 19-11-2003                                                              | Oita                                                                    | Giappone                                                                | 0 – 0                                                                   | Camerun                                                                 | Amichevole                                                              | -                                                                       |                                                                         |
| 18-2-2004                                                               | Saitama                                                                 | Giappone                                                                | 1 – 0                                                                   | Oman                                                                    | Qual. Mondiali 2006                                                     | -                                                                       | 82’                                                                     |
| 31-3-2004                                                               | Singapore                                                               | Singapore                                                               | 2 – 1                                                                   | Giappone                                                                | Qual. Mondiali 2006                                                     | 1                                                                       | 76’                                                                     |
| 8-9-2004                                                                | Calcutta                                                                | India                                                                   | 0 – 4                                                                   | Giappone                                                                | Qual. Mondiali 2006                                                     | -                                                                       | 67’                                                                     |
| 13-10-2004                                                              | Mascate                                                                 | Oman                                                                    | 0 – 1                                                                   | Giappone                                                                | Qual. Mondiali 2006                                                     | -                                                                       |                                                                         |
| 16-12-2004                                                              | Yokohama                                                                | Giappone                                                                | 0 – 3                                                                   | Germania                                                                | Amichevole                                                              | -                                                                       | 70’                                                                     |
| 9-2-2005                                                                | Saitama                                                                 | Giappone                                                                | 2 – 1                                                                   | Corea del Nord                                                          | Qual. Mondiali 2006                                                     | -                                                                       | 64’                                                                     |
| 25-3-2005                                                               | Tehran                                                                  | Iran                                                                    | 2 – 1                                                                   | Giappone                                                                | Qual. Mondiali 2006                                                     | -                                                                       | 82’                                                                     |
| 30-3-2005                                                               | Saitama                                                                 | Giappone                                                                | 1 – 0                                                                   | Bahrein                                                                 | Qual. Mondiali 2006                                                     | -                                                                       |                                                                         |
| 7-9-2005                                                                | Rifu                                                                    | Giappone                                                                | 5 – 4                                                                   | Honduras                                                                | Amichevole                                                              | 1                                                                       | 79’                                                                     |
| 8-10-2005                                                               | Riga                                                                    | Lettonia                                                                | 2 – 2                                                                   | Giappone                                                                | Amichevole                                                              | 1                                                                       | 86’                                                                     |
| 12-10-2005                                                              | Kiev                                                                    | Ucraina                                                                 | 1 – 0                                                                   | Giappone                                                                | Amichevole                                                              | -                                                                       | 46’                                                                     |
| 16-11-2005                                                              | Tokyo                                                                   | Giappone                                                                | 1 – 0                                                                   | Angola                                                                  | Amichevole                                                              | -                                                                       | 79’                                                                     |
| 28-2-2006                                                               | Dortmund                                                                | Bosnia ed Erzegovina                                                    | 2 – 2                                                                   | Giappone                                                                | Amichevole                                                              | 1                                                                       | 83’                                                                     |
| 30-5-2006                                                               | Leverkusen                                                              | Germania                                                                | 2 – 2                                                                   | Giappone                                                                | Amichevole                                                              | 2                                                                       | 78’                                                                     |
| 12-6-2006                                                               | Kaiserslautern                                                          | Australia                                                               | 3 – 1                                                                   | Giappone                                                                | Mondiali 2006 - 1º turno                                                | -                                                                       | 63’                                                                     |
| 18-6-2006                                                               | Norimberga                                                              | Giappone                                                                | 0 – 0                                                                   | Croazia                                                                 | Mondiali 2006 - 1º turno                                                | -                                                                       | 85’                                                                     |
| 22-6-2006                                                               | Dortmund                                                                | Giappone                                                                | 1 – 4                                                                   | Brasile                                                                 | Mondiali 2006 - 1º turno                                                | -                                                                       | 60’ 66’                                                                 |
| 24-3-2007                                                               | Yokohama                                                                | Giappone                                                                | 2 – 0                                                                   | Perù                                                                    | Amichevole                                                              | 1                                                                       | 85’                                                                     |
| 1-6-2007                                                                | Shizuoka                                                                | Giappone                                                                | 2 – 0                                                                   | Montenegro                                                              | Amichevole                                                              | 1                                                                       | 69’                                                                     |
| 5-6-2007                                                                | Saitama                                                                 | Giappone                                                                | 0 – 0                                                                   | Colombia                                                                | Amichevole                                                              | -                                                                       | 90’                                                                     |
| 9-7-2007                                                                | Hanoi                                                                   | Giappone                                                                | 1 – 1                                                                   | Qatar                                                                   | Coppa d'Asia 2007 - 1º turno                                            | 1                                                                       |                                                                         |
| 13-7-2007                                                               | Hanoi                                                                   | Emirati Arabi Uniti                                                     | 1 – 3                                                                   | Giappone                                                                | Coppa d'Asia 2007 - 1º turno                                            | 2                                                                       | 66’                                                                     |
| 16-7-2007                                                               | Hanoi                                                                   | Vietnam                                                                 | 1 – 4                                                                   | Giappone                                                                | Coppa d'Asia 2007 - 1º turno                                            | -                                                                       |                                                                         |
| 21-7-2007                                                               | Hanoi                                                                   | Giappone                                                                | 1 – 1 dts (4 – 3 dtr)                                                   | Australia                                                               | Coppa d'Asia 2007 - Quarti di finale                                    | 1                                                                       |                                                                         |
| 25-7-2007                                                               | Hanoi                                                                   | Giappone                                                                | 2 – 3                                                                   | Arabia Saudita                                                          | Coppa d'Asia 2007 - Semifinale                                          | -                                                                       | 69’                                                                     |
| 28-7-2007                                                               | Palembang                                                               | Giappone                                                                | 0 – 0 dts (5 – 6 dtr)                                                   | Corea del Sud                                                           | Coppa d'Asia 2007 - Finale 3º posto                                     | -                                                                       | 114’                                                                    |
| 26-1-2008                                                               | Tokyo                                                                   | Giappone                                                                | 0 – 0                                                                   | Cile                                                                    | Amichevole                                                              | -                                                                       | 62’                                                                     |
| 30-1-2008                                                               | Tokyo                                                                   | Giappone                                                                | 3 – 0                                                                   | Bosnia ed Erzegovina                                                    | Amichevole                                                              | -                                                                       | 82’                                                                     |
| 26-2-2008                                                               | Saitama                                                                 | Giappone                                                                | 4 – 1                                                                   | Thailandia                                                              | Qual. Mondiali 2010                                                     | -                                                                       | 81’                                                                     |
| 27-5-2008                                                               | Saitama                                                                 | Giappone                                                                | 0 – 0                                                                   | Paraguay                                                                | Amichevole                                                              | -                                                                       | 63’                                                                     |
| Totale                                                                  |                                                                         | Presenze                                                                | 57                                                                      |                                                                         | Reti (11º posto)                                                        | 23                                                                      |                                                                         |

| Cronologia completa delle presenze e delle reti in nazionale ― Giappone Olimpica | Cronologia completa delle presenze e delle reti in nazionale ― Giappone Olimpica | Cronologia completa delle presenze e delle reti in nazionale ― Giappone Olimpica | Cronologia completa delle presenze e delle reti in nazionale ― Giappone Olimpica | Cronologia completa delle presenze e delle reti in nazionale ― Giappone Olimpica | Cronologia completa delle presenze e delle reti in nazionale ― Giappone Olimpica | Cronologia completa delle presenze e delle reti in nazionale ― Giappone Olimpica | Cronologia completa delle presenze e delle reti in nazionale ― Giappone Olimpica |
| Data                                                                             | Città                                                                            | In casa                                                                          | Risultato                                                                        | Ospiti                                                                           | Competizione                                                                     | Reti                                                                             | Note                                                                             |
| -------------------------------------------------------------------------------- | -------------------------------------------------------------------------------- | -------------------------------------------------------------------------------- | -------------------------------------------------------------------------------- | -------------------------------------------------------------------------------- | -------------------------------------------------------------------------------- | -------------------------------------------------------------------------------- | -------------------------------------------------------------------------------- |
| 14-9-2000                                                                        | Canberra                                                                         | Sudafrica                                                                        | 1 – 2                                                                            | Giappone                                                                         | Olimpiadi 2000 - 1º turno                                                        | 2                                                                                |                                                                                  |
| 17-9-2000                                                                        | Canberra                                                                         | Slovacchia                                                                       | 1 – 2                                                                            | Giappone                                                                         | Olimpiadi 2000 - 1º turno                                                        | -                                                                                | 90+2’                                                                            |
| 20-9-2000                                                                        | Brisbane                                                                         | Brasile                                                                          | 1 – 0                                                                            | Giappone                                                                         | Olimpiadi 2000 - 1º turno                                                        | -                                                                                | 90+2’                                                                            |
| 23-9-2000                                                                        | Adelaide                                                                         | Stati Uniti                                                                      | 2 – 2 dts (5 – 4 dtr)                                                            | Giappone                                                                         | Olimpiadi 2000 - Quarti di finale                                                | 1                                                                                |                                                                                  |
| Totale                                                                           |                                                                                  | Presenze                                                                         | 4                                                                                |                                                                                  | Reti                                                                             | 3                                                                                |                                                                                  |

## Palmarès

### Club

#### Competizioni nazionali
- Campionato giapponese: 2

Júbilo Iwata: 1999, 2002
- Coppa di Lega tedesca: 1

Amburgo: 2003

#### Competizioni internazionali
- AFC Champions League: 1

Júbilo Iwata: 1998-1999
- Supercoppa d'Asia: 1

Júbilo Iwata: 1999
- Coppa Intertoto UEFA: 1

Amburgo: 2005

### Nazionale
- Campionato asiatico di calcio Under-16: 1

1994
- Coppa d'Asia: 1

2000

### Individuale
- J. League Cup Premio Nuovo Eroe: 1

1998
- Miglior 11 della Coppa d'Asia: 1

2000
- Capocannoniere della J. League: 1

2002
- Miglior giocatore della J. League: 1

2002
- Miglior 11 della J. League: 1

2002
- Capocannoniere della Coppa d'Asia: 1

2007